# Hyères
Hyères (Provençal Occitan: Ieras in classical norm or Iero in Mistralian norm) là một xã thuộc tỉnh Var trong vùng Provence-Alpes-Côte d’Azur miền đông nam nước Pháp.